# حاييم كورين
حاييم كورين (ولد في 6 يونيو 1953)، دبلوماسي إسرائيلي. كان أول سفير إسرائيلي في جنوب السودان.
خدم كورين في وزارة الشؤون الخارجية، وشغل منصب مدير دائرة الشرق الأوسط في الوزارة، بالإضافة إلى منصب رئيس لجنة العمال الأجانب لفترة من الزمن.
في 2011 عين عين كورين سفيراً في تركمانستان، ولكن التعيين ألغي بسبب رفض تركمانستان قبوله؛ بسسب الاشتباه بكونه عميلاً للموساد، وفي يناير 2012 قررت الحكومة تعيينه في جنوب السودان كأول سفير إسرائيلي في جوبا. وفي عام 2014 تم تعيينه سفيراً لإسرائيل في مصر. وبقي في القاهرة حتى أغسطس 2016 حين انتهى من خدمته هناك بناءً على طلب منه.